# Plerogyra simplex
Plerogyra simplex là một loài san hô trong họ Euphyllidae. Loài này được Rehberg mô tả khoa học năm 1892.